# Campionati europei di tuffi 2011 - Piattaforma 10 metri maschile
La gara si è disputata il 13 marzo 2011 e vi hanno partecipato 15 atleti. I primi 12 delle qualifiche hanno avuto accesso alla finale.

## Medaglie
| Posizione | Atleta           | Paese    |
| --------- | ---------------- | -------- |
| Oro       | Sascha Klein     | Germania |
| Argento   | Patrick Hausding | Germania |
| Bronzo    | Oleksandr Bondar | Ucraina  |

## Qualifiche
| Pos. | Atleta               | Nazione     | Punti  |
| ---- | -------------------- | ----------- | ------ |
| 1    | Sascha Klein         | Germania    | 522.25 |
| 2    | Patrick Hausding     | Germania    | 493.25 |
| 3    | Oleksandr Bondar     | Ucraina     | 472.15 |
| 4    | Viktor Minibaev      | Russia      | 455.15 |
| 5    | Vadzim Kaptur        | Bielorussia | 438.65 |
| 6    | Aleksej Kravčenko    | Russia      | 419.65 |
| 7    | Christofer Eskilsson | Svezia      | 419.60 |
| 8    | Constantin Popovici  | Romania     | 415.60 |
| 9    | Maicol Scuttari      | Italia      | 410.85 |
| 10   | Cimafej Hardzejčyk   | Bielorussia | 403.80 |
| 11   | Max Brick            | Regno Unito | 401.30 |
| 12   | Mattia Placidi       | Italia      | 399.40 |
| 13   | Anton Zacharov       | Ucraina     | 388.85 |
| 14   | Callum Johnston      | Regno Unito | 364.65 |
| 15   | Amund Gismervik      | Norvegia    | 300.65 |

## Finale
| Pos. | Atleta               | Nazione     | Punti  |
| ---- | -------------------- | ----------- | ------ |
|      | Sascha Klein         | Germania    | 515.05 |
|      | Patrick Hausding     | Germania    | 506.10 |
|      | Oleksandr Bondar     | Ucraina     | 493.95 |
| 4    | Viktor Minibaev      | Russia      | 481.70 |
| 5    | Christofer Eskilsson | Svezia      | 469.65 |
| 6    | Aleksej Kravčenko    | Russia      | 462.60 |
| 7    | Vadzim Kaptur        | Bielorussia | 440.55 |
| 8    | Max Brick            | Regno Unito | 432.95 |
| 9    | Constantin Popovici  | Romania     | 432.50 |
| 10   | Cimafej Hardzejčyk   | Bielorussia | 416.20 |
| 11   | Maicol Scuttari      | Italia      | 393.45 |
| 12   | Mattia Placidi       | Italia      | 347.45 |

## Fonti
- (EN) Omegatiming.com - Qualifiche (PDF) [collegamento interrotto], su omegatiming.com.
- (EN) Omegatiming.com - Finale (PDF), su omegatiming.com. URL consultato il 13 marzo 2011 (archiviato dall'url originale il 15 luglio 2011).